# Heraclit de Cime
Heraclit (en llatí Heracleitus, en grec antic Ἡράκλειτος) o potser Heraclides, fou un militar etoli nascut a Cime, a l'Eòlida.
Va ser nomenat per Arsinoe II, la dona de Lisímac de Tràcia, governador d'Heraclea quan aquesta ciutat li va ser donada pel seu marit. Heraclit va governar despòticament, de forma arbitrària i tirànica, i el seu mal govern va afectar la prosperitat de la ciutat. Quan va morir Lisímac la ciutat es va revoltar (281 aC) i s'hi van sumar els mercenaris que dirigia Heraclit, que el van arrestar i van restaurar la llibertat.